# LPO-50
El LPO-50 es un lanzallamas soviético.
Fue desarrollado en 1953 para reemplazar a los lanzallamas ROKS-2/3 utilizados durante la Segunda Guerra Mundial, y permaneció en el inventario hasta bien entrada la década de 1980. Este modelo fue diseñado como una ligera mochila con tres cilindros, conectados mediante una manguera a un lanzador en forma de fusil con bípode.
Se diferenciaba de los lanzallamas occidentales en que usaba los gases del disparo de cartuchos de fogueo especiales para propulsar la mezcla incendiaria en vez de utilizar gas inerte. Durante la década de 1960, esta arma fue fabricada por la República Popular China. Fue reemplazada en las fuerzas armadas soviéticas por los lanzacohetes incendiarios RPO Rys y RPO-A Shmel en la década de 1980.
El LPO se utilizó en la Guerra de Vietnam. Las fuerzas del Viet Cong utilizaron este lanzallamas en 1967, durante la Masacre de Đắk Sơn. Al menos uno fue utilizado en el ataque a la base estadounidense en Con Thien (también en 1967), y varios de ellos fueron capturados y exhibidos en Saigón en 1972.
El Congreso de los Estados Unidos citó en 2011 un artículo del Irish Times, el cual reporta que el Ejército Republicano Irlandés tenía un estimado de 6 unidades de este modelo de lanzallamas (antes de 2001).